# SV Merodia
SV Merodia is een Surinaamse voetbalclub voor vrouwen.
SV Merodia werd in 2001 opgericht en is gevestigd in Paramaribo. Ze speelt in de SVB Vrouwenvoetbal Competitie. In 2015 werd de club tweede in de competitie en in 2016 tweede tijdens de damesbeker van Suriname.